# Koning Albertpark (Kortrijk)

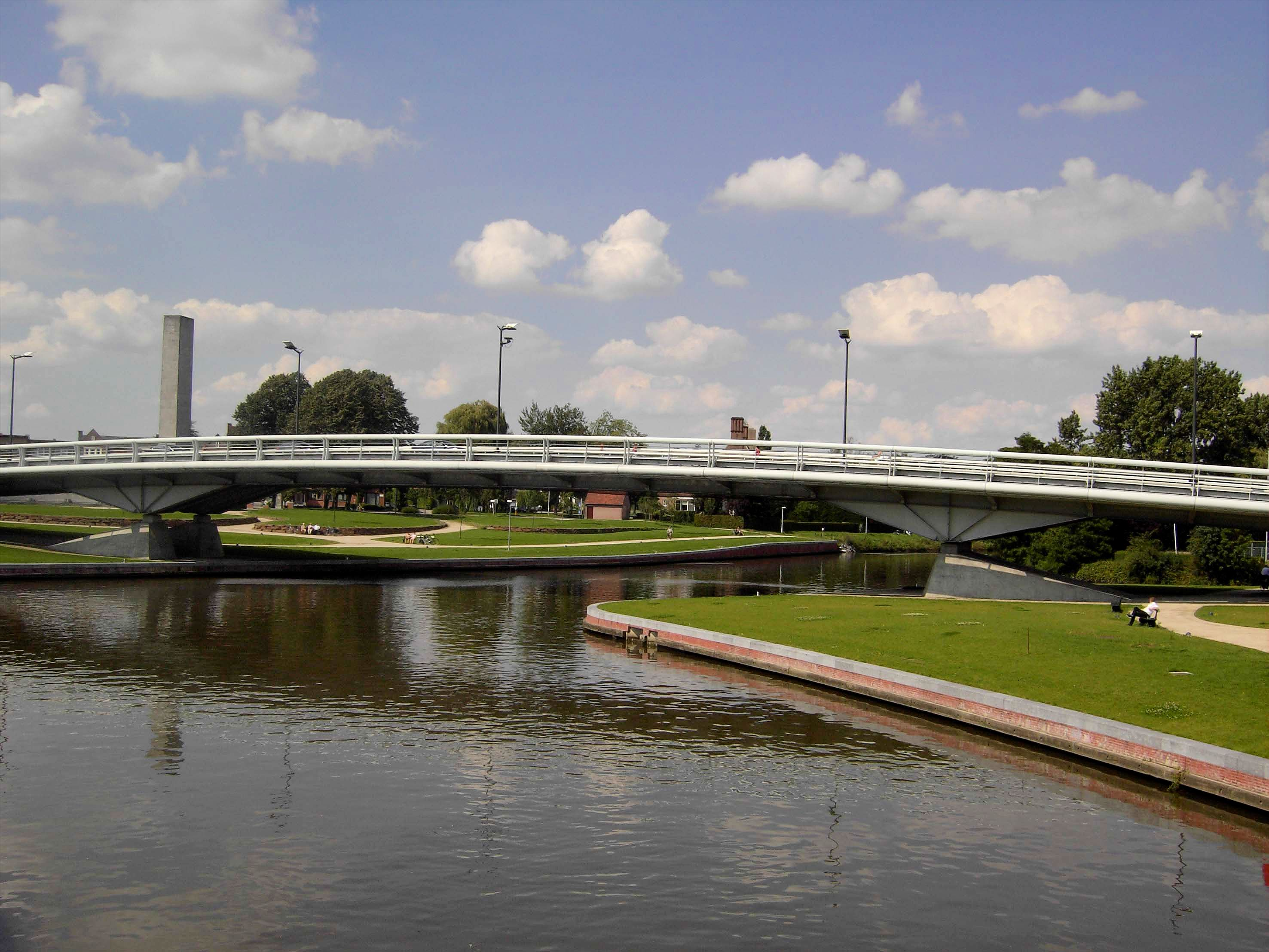
De nieuwe Groeningebrug die beide zijden van het heraangelegde Koning Albertpark verbindt.

Het Koning Albertpark is een park in het centrum van de Belgische stad Kortrijk. Dit stadspark van een hectare groot ligt in de binnenstad langheen de rivier de Leie. Het park grenst aan de Diksmuidekaai en de Koning Leopold III-laan. De Burgemeester Vercruysselaan splitst het park in twee delen.

## Geschiedenis
- Het Koning Albertpark heette oorspronkelijk het Leiepark. Dit park werd in 1905 aangelegd op een gedempte Leiebocht die ontstond bij het graven van de nieuwe Leie langsheen het Buda-eiland.
- In het park bevindt zich het in 2007 gerestaureerde Leiemonument. Wijlen Koning Boudewijn huldigde in 1957 het Leiemonument plechtig in. Jaarlijks herdenken in mei oud-strijders en vaderlandslievende bewegingen de gesneuvelde soldaten.

## Trivia
- De stad Kortrijk liet het park in 2005 grondig restaureren.
- In het kader van de Leiewerken werd het park sterk uitgebreid zodat het park zich nu uitstrekt over beide Leieoevers.
- In het park werd, naast de nieuwe Groeningebrug, de grootste Skatebowl van de Benelux aangelegd.